# Ganoproctus argentifer
Ganoproctus argentifer är en tvåvingeart som beskrevs av Aldrich 1934. Ganoproctus argentifer ingår i släktet Ganoproctus och familjen parasitflugor. Inga underarter finns listade i Catalogue of Life.